# Idioma takelma
El takelma era la lengua del pueblo takelma, originario del suroeste de Oregón. El autónimo usado por los takelma era taakelmàʔn (de < taa-kemá-aʔn: a.lo.larg-río-persona, 'persona [que vive] a lo largo del río').

## Dialectos
- Latgawa (Latkawa o Hanesak), hablado en suroeste de Oregón a lo largo del alto río Rogue
- Takelma de las tierras bajas, hablado en el valle del Rogue.

Existe posiblemente un dialecto cow creek hablado también en el sureste de Oregón a lo largo del río Umpqua Sur, Myrtle Creek y Cow Creek.

## Clasificación

### Relaciones genealógicas
El takelma es una lengua aislada, algunos autores proponen que podría existir parentesco con el kalapuya y hablan de una familia takelmana (o Takelma-Kalapuyana) junto a las lenguas kalapuya (Swadesh 1965, Shipley 1969). Sin embargo, una reciente publicación de Tarpent y Kendall (1998) encuentra esta relación infundada en razón a las extremas diferencias entre las estructuras morfológicas del takelma y de las lenguas kalapuya.
Aun subsiste mucha especulación acerca de si el tekelma (junto con el grupo kalapuya y otros) pueda formar parte de la hipotética macrofamilia de lenguas penutíes, de acuerdo a Edward Sapir (1921).

## Descripción lingüística
Los primeros datos lingüísticos sobre el takelma fueron recopilados por Hazen (1857), Barnhardt (1859), Dorsey (1884), St. Claire (1903-04). El principal trabajo es el realizado por Sapir que trabajó con una sola hablante, Frances Johnson, durante un mes y medio en el verano de 1906 en la reserva de Siletz, sobre la base de este trabajo Sapir publicó un esbozo gramatical (1912) y recogió numerosos textos. F. Johnson hablaba bajo takelma (takelma propiamente dicho). En 1933 Harrington compiló un diccionario trabajando con F. Johnson y otras dos hablantes. En 1934 Philip Drucker trabajo con un hablante llamado Willie Simmons, hablante de latkawa (hanesak).

### Fonología
El inventario de consonantes del takelma es el siguiente:
|             |             | Bilabial | Alveolar | Alveolar | Postalveolar o palatal | Velar | Velar | Glotal |
| central     | lateral     | Bilabial | sonora   | sorda    | Postalveolar o palatal |       |       | Glotal |
| Oclusiva    | no-aspirada | p        | t        |          |                        |       | k     | ʔ      |
| Oclusiva    | aspirada    | pʰ       | tʰ       |          |                        |       | kʰ    |        |
| Oclusiva    | Eyectiva    | pʼ       | tʼ       |          |                        |       | kʼ    |        |
| Africada    | Eyectiva    |          | ʦʼ       |          | ʧʼ                     |       |       |        |
| Fricativa   | Fricativa   |          | s        | ɬ        | ʃ                      |       | x     | h      |
| Nasal       | Nasal       | m        | n        |          |                        |       |       |        |
| Aproximante | Aproximante |          |          | l        | j                      | w     | ʍ     |        |

## Léxico
- [mìːʔskaʔ]   - uno
- [kàːʔm]      - dos
- [xìpiní]     - tres
- [kamkàm]     - cuatro
- [déːhal]     - cinco
- [haʔiːmìʔs]  - seis
- [haʔiːkàːʔm] - siete
- [haʔiːxín]   - ocho
- [haʔiːkó]    - nueve
- [ìxtiːl]     - diez